# بورماهانجو (سیریک)
بورماهانجو (ترکی استانبولی: Burmahancı) یک محله در ترکیه است که در ناحیهٔ سریک، آنتالیا واقع شده است. جمعیت این محله تا سال ۲۰۲۲ برابر با ۱۱۵۱ نفر بوده است.